# 신영숙
신영숙(申榮淑, 1975년 11월 26일 ~ )은 대한민국의 뮤지컬 배우이다.
대학에서 성악을 전공하였으며, 1999년 뮤지컬 《명성황후》로 데뷔한 뒤 다수의 뮤지컬에 출연하였다. 2000부터 2008년까지는 서울예술단에 소속되었다.
최종 학력은 단국대학교 대중문화예술대학원 공연예술학 석사이다.

## 어린 시절
1남 4녀 중 막내로 태어났다. 어린 시절부터 음악에 재능을 보여, 피아노 및 통기타, 아코디언, 하모니카 등 여러 악기를 다루었다. 판소리에도 관심이 있던 그녀는 정가(正歌)도 배운 적이 있다.
중학교 때 교내합창대회에서 전교 1등을 하였으며, 합창단 지휘를 맡기도 하였다. 고등학교에 올라와서도 합창 대회 지휘를 맡았으며, 합창 대회 전교 1등, 구 1등, 전국 2등을 할 정도로 뛰어난 실력을 보였다.
고등학교 때에는 선교중창단 활동을 할 정도로 음악에 대한 관심과 열정이 많았고, 이를 계기로 성악을 시작하여 성악과에 입학하였다.
대학 졸업 후, 성악을 더 공부하기 위한 유학을 준비하면서 우연히 보게 된 뮤지컬 《명성황후》 오디션에 손탁 역으로 합격하였다.

## 연기 생활

### 2000 ~ 2008년 서울예술단 단원 시절
2000년 서울예술단에 입단한 신영숙은 흥부전을 각색한 뮤지컬 《대박》의 흥부처를 시작으로 셰익스피어의 템페스트를 한국식으로 꾸민 뮤지컬 《태풍》의 에어리얼과 트린큘로, 찰스 디킨스의 소설을 뮤지컬로 만든 《크리스마스 캐롤》의 크래칫 부인 역으로 출연하였다.
2002년 뮤지컬 《로미오와 줄리엣》의 유모 역으로 제9회 한국뮤지컬대상 여우조연상에 노미네이트되었다.
2004년 고전 음악극 《시집 가는 날》에서는 맹 진사집 무남독녀 갑분이 역을 맡았다. 이전 갑분이 역과는 다르게 '내 사랑은 내가 직접 찾겠다'라고 말하는 현대 여성의 진취적인 모습을 표현한 새로운 갑분이 역을 연기하였다.
2005년 가무극 《바리》에서는 주인공 바리 역으로 출연하였다. 이 작품은 린 시우웨이가 안무를 맡아 화제가 되었다.
그 외에 《바람의 나라》 세류 역, 《이》의 장녹수 역 등으로 출연하였다.

### 2008년 ~ 현재
2008년 서울예술단에서 나와 《캣츠》의 그리자벨라, 《모차르트》의 발트슈테텐 남작부인, 《햄릿》의 거투르트, 《두 도시 이야기》의 마담 드파르지, 《레베카》의 댄버스 부인, 《명성황후》의 명성황후, 《맘마미아》의 도나, 《웃는남자》의 조시아나 여공작, 《디어 에반 핸슨》의 하이디 핸슨 등 저명한 뮤지컬의 주요 배역으로 출연하였다.
뮤지컬 《모차르트》 의 넘버 <황금별>을 놀랍게 소화하여 '황금별 여사'라는 별명을 얻기도 하였다. 또한 《모차르트》의 남작부인 역과 《레베카》의 댄버스 부인 역으로 특히 많은 사랑을 받아 한국뮤지컬어워즈, 골든티켓어워즈 등에서 다수 수상하였다.
2015년 자신의 1999년도 데뷔작인 뮤지컬 《명성황후》의 명성황후 역으로 돌아와 큰 화제를 일으키며 성공적인 공연을 올렸다.
2016년 자신의 롤모델이던 최정원과 함께 《맘마미아》의 도나를 연기했다.
2018년 자신의 꿈의 배역 중 하나였던 뮤지컬 《엘리자벳》의 엘리자벳 역을 연기해 큰 호평을 받았다.

## 학력
- 추계예술대학교 음악대학 성악과 학사
- 단국대학교 대중문화예술대학원 공연예술학 석사

## 수상경력
- 2023년 제17회 골든티켓어워즈 뮤지컬 여자 배우
- 2023년 제17회 DIMF 어워즈 올해의 스타상
- 2020년 제4회 한국뮤지컬어워즈 카카오베스트캐릭터상 (엑스칼리버)
- 2018년 서울 석세스 대상 문화부문 뮤지컬 대상

## 뮤지컬 출연작
- 1999년 《명성황후》 - 손탁 역
- 2000년 《태풍》 - 에어리얼 역
- 2000년 《대박》 - 흥부처 역
- 2001년 《고려의 아침》 - 혜명공주 역
- 2001년 《바람의 나라》 - 정령 역
- 2002년 《고려의 아침》 - 혜명공주 역
- 2002년 《로미오와 줄리엣》 - 유모 역
- 2002년 《태풍》 - 트린큘로 역
- 2003년 《로미오와 줄리엣》 - 유모 역
- 2003년 《사운드 오브 뮤직》 - 원장수녀 역
- 2003년 《크리스마스 캐롤》 - 크래칫 부인 역
- 2004년 《한 여름 밤의 꿈》 - 헬레나 역
- 2004년 《시집가는 날》 - 갑분이 역
- 2004년 《크리스마스 캐롤》 - 크래칫 부인 역
- 2005년 《로미오와 줄리엣》 - 유모 역
- 2005년 《바리》 - 바리 역
- 2006년 《로미오와 줄리엣》 - 유모 역
- 2006년 《바람의 나라》 - 세류 역
- 2006년 《이》 - 장녹수 역
- 2006년 《크리스마스 캐롤》 - 크래칫 부인 역
- 2007년 《바람의 나라》 - 세류공주 역
- 2007년 《시스터 소울》 - 조세핀 역
- 2007년 《헤어스프레이》 - 모터마우스 역
- 2008년 《나쁜 녀석들》 - 뮤리엘 역
- 2008년 《캣츠》 - 그리자벨라 역
- 2009년 《로미오와 줄리엣》 - 레이디 캐퓰렛 역
- 2010년 《모차르트》 - 발트슈테텐 남작부인 역
- 2010년 《스팸어랏》 - 호수의 여인 역
- 2010년 《코로네이션 볼 스타마니아》 - 스텔라 스포트라이트/시디아 역
- 2010년 《투란도트》 - 투란도트 역
- 2011년 《모차르트》 - 발트슈테텐 남작부인 역
- 2011년 《햄릿》 - 거투르트 역
- 2012년 《셜록홈즈》 - 제인 왓슨 역
- 2012년 《모차르트》 - 발트슈테텐 남작부인 역
- 2012년 《두 도시 이야기》 - 마담 드파르지 역
- 2012년 《황태자 루돌프》 - 라리쉬 백작부인 역
- 2013년 《레베카》 - 댄버스 부인 역
- 2013년 《두 도시 이야기》 - 마담 드파르지 역
- 2013년 《아가씨와 건달들》 - 아들레이드 역
- 2014년 《모차르트》 - 발트슈테텐 남작부인 역
- 2014년 《레베카》 - 댄버스 부인 역
- 2015년 《팬텀》 - 마담 카를로타 역
- 2015년 《명성황후》 - 명성황후 역
- 2016년 《레베카》 - 댄버스 부인 역
- 2016년 《맘마미아》 - 도나 역
- 2016년 《모차르트》 - 발트슈테텐 남작부인 역
- 2016년 《팬텀》 - 마담 카를로타 역
- 2017년 《투란도트》 - 투란도트 역
- 2017년 《레베카》 - 댄버스 부인 역
- 2017년 《더 라스트 키스》 - 라리쉬 백작부인 역
- 2018년 《웃는남자》 - 조시아나 여공작 역
- 2018년 《엘리자벳》 - 황후 엘리자벳 역
- 2019년 《엑스칼리버》 - 모르가나 역
- 2019년 《맘마미아》 - 도나 역
- 2019년 《레베카》 - 댄버스 부인 역
- 2020년 《웃는남자》 - 조시아나 여공작 역
- 2020년 《모차르트》 - 발트슈테텐 남작부인 역
- 2020년 《프리다》 - 프리다 역
- 2021년 《명성황후》 - 명성황후 역
- 2021년 《팬텀》 - 마담 카를로타 역
- 2021년 《비틀쥬스》 - 델리아 역
- 2021년 《엑스칼리버》 - 모르가나 역
- 2021년 《레베카》 - 댄버스 부인 역
- 2022년 《엑스칼리버》 - 모르가나 역
- 2022년 《웃는남자》 - 조시아나 여공작 역
- 2022년 《미세스 다웃파이어》 - 미란다 역
- 2022년 《브로드웨이 42번가》 - 도로시 브록 역
- 2023년 《맘마미아》 - 도나 역
- 2023년 《레베카》 - 댄버스 부인 역
- 2023년 《컴 프롬 어웨이》- 비벌리 역
- 2024년 《디어 에반 핸슨》 - 하이디 핸슨 역
- 2024년 《애니》 - 해니건 역
- 2025년 《명성황후》 - 명성황후 역
- 2025년 《맘마미아!》 - 도나 역

## 수상 및 후보
- 2024년 제18회 딤프 어워즈 올해의 스타상 수상
- 2023년 제17회 딤프 어워즈 올해의 스타상 수상
- 2023년 제17회 골든티켓어워즈 뮤지컬 여자배우상 수상
- 2022년 제6회 한국뮤지컬어워즈 여우조연상 노미네이트
- 2020년 제4회 한국뮤지컬어워즈 여우주연상 노미네이트
- 2020년 제4회 한국뮤지컬어워즈 카카오베스트캐릭터상
- 2019년 제14회 골든티켓어워즈 뮤지컬 여자배우상 수상
- 2019년 제3회 한국뮤지컬어워즈 여우조연상 노미네이트
- 2018년 SACA 관객이 뽑은 2018 최고의 뮤지컬 배우 여우조연상 수상
- 2018년 서울 석세스 대상 문화부문 뮤지컬 대상 수상
- 2018년 제2회 한국뮤지컬어워즈 여우조연상 수상
- 2017년 제11회 딤프 어워즈 올해의 스타상 수상
- 2017년 제1회 한국뮤지컬어워즈 여우조연상 수상
- 2017년 제12회 골든티켓어워즈 뮤지컬 여자배우상 수상
- 2016년 제10회 딤프 어워즈 올해의 스타상 수상
- 2016년 제11회 골든티켓어워즈 씬스틸러상 수상
- 2015년 제9회 딤프 어워즈 올해의 스타상 수상
- 2013년 제7회 딤프 어워즈 올해의 스타상 수상
- 2012년 제18회 한국뮤지컬대상 여우주연상 노미네이트
- 2011년 제17회 한국뮤지컬대상 여우주연상 노미네이트
- 2010년 제4회 더 뮤지컬 어워즈 여우조연상 수상
- 2003년 제9회 한국뮤지컬대상 여우조연상 노미네이트

## 방송
- 2018년 MBC 《미스터리 음악쇼 복면가왕》
- 2020년 MBC 《놀면 뭐하니?》
- 2023년 KBS 2TV 《불후의 명곡》
- 2023년 SBS 《꼬리에 꼬리를 무는 그날 이야기》